# سنفية ضيقة الأوراق
سنفية ضيقة الأوراق أو ندسنبلي (الاسم العلمي: Epilobium angustifolium) هو نوع نباتي يتبع جنس السنفية من فصيلة الأخدرية.